# ديفيد براون (موسيقي)
ديفيد براون (بالإنجليزية: David Brown)‏ هو موسيقي أمريكي، ولد في 15 فبراير 1947، وتوفي في 4 سبتمبر 2000 بسبب قصور كلوي.

## وصلات خارجية
- دايفيد براون على موقع الموسوعة البريطانية (الإنجليزية)
- دايفيد براون على موقع ميوزك برينز (الإنجليزية)
- دايفيد براون على موقع أول ميوزيك (الإنجليزية)
- دايفيد براون على موقع ديسكوغز (الإنجليزية)